# Maria Ubach Font
Maria Ubach Font (La Massana, 14 de junio de 1973) es una diplomática y política andorrana, ministra de asuntos exteriores desde julio de 2017.

## Carrera
En 1998 obtuvo una licenciatura en ciencias económicas en la Universidad de Toulouse II-Le Mirail y un máster en relaciones internacionales en la Universidad de París I Panthéon-Sorbonne.
En 1998 inició su carrera en el Ministerio de Asuntos Exteriores de Andorra como técnica. Hasta 2001 fue representante permanente adjunta ante el Consejo de Europa en Estrasburgo. Entre 2001 y 2006 fue secretaria primera en la embajada de Andorra en Francia y delegada permanente adjunta ante la UNESCO. Hasta 2011 fue directora de asuntos multilaterales y cooperación del ministerio.
Entre octubre de 2011 y junio de 2015 fue embajadora en Francia y Portugal (residiendo en París), además de ser delegada permanente ante la UNESCO y representante ante el Consejo Permanente de la Francofonía. Entre 2015 y 2017 fue embajadora ante Bélgica, Países Bajos, Luxemburgo, Alemania y la Unión Europea, residiendo en Bruselas.
En julio de 2017 asumió al frente del Ministerio de Asuntos Exteriores, encabezando las negociaciones para un acuerdo de asociación entre Andorra y la Unión Europea.